# Lekkoatletyka na Letnich Igrzyskach Olimpijskich 1988 – bieg na 200 m mężczyzn
Bieg na 200 metrów mężczyzn podczas XXIV Letnich Igrzysk Olimpijskich w Seulu rozegrano 26 (eliminacje i ćwierćfinały) i 28 września 1988 (półfinały i finał) na Stadionie Olimpijskim. Zwycięzcą został reprezentant Stanów Zjednoczonych Joe DeLoach, który w finale ustanowił nowy rekord olimpijski uzyskując czas 19,75 s.

## Rekordy

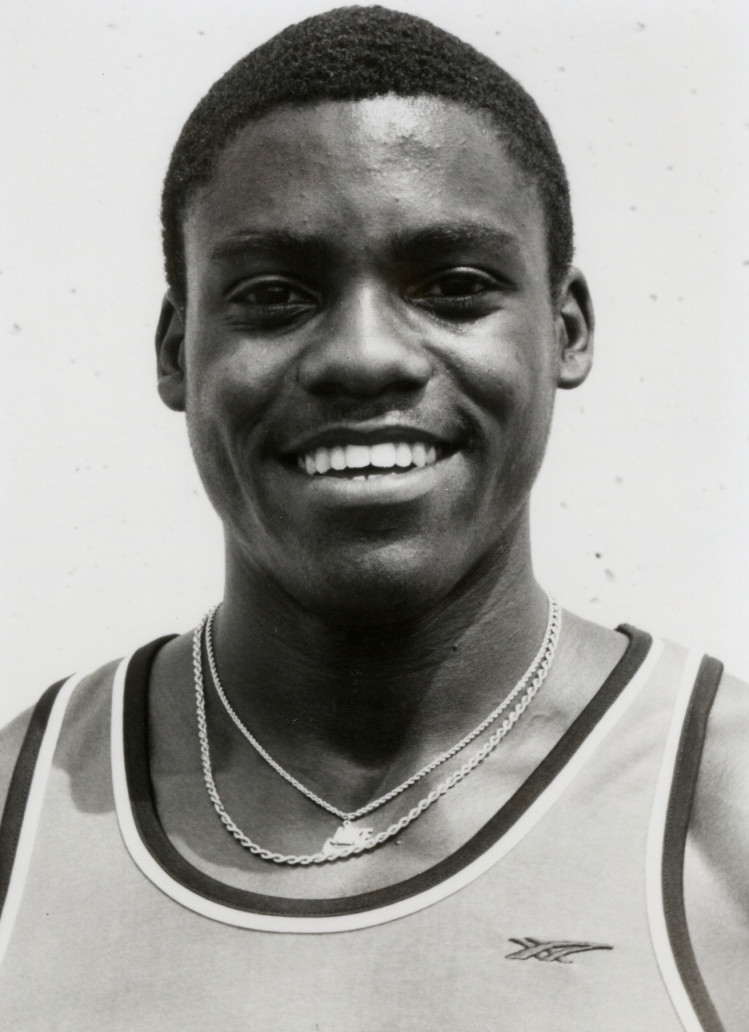
Carl Lewis

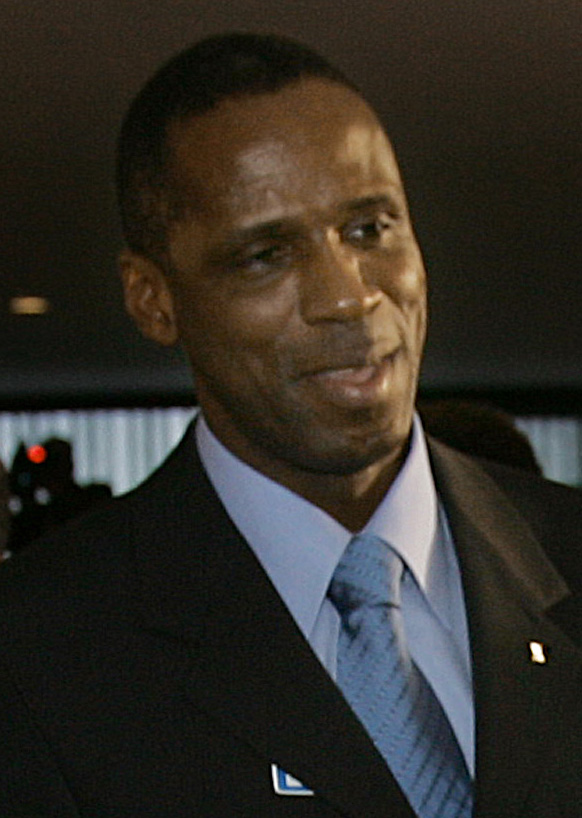
Robson da Silva

|                   | Zawodnik      | Narodowość        | Czas  | Data                  | Miejsce     |
| ----------------- | ------------- | ----------------- | ----- | --------------------- | ----------- |
| Rekord świata     | Pietro Mennea | Włochy            | 19,72 | 12 września 1979(dts) | Meksyk      |
| Rekord olimpijski | Carl Lewis    | Stany Zjednoczone | 19,80 | 8 sierpnia 1984(dts)  | Los Angeles |

## Wyniki
| Poz. - pozycja |
| – rekord świata \| – rekord krajowy \| – rekord życiowy \| = – wyrównany rekord życiowy \| · – najlepszy wynik w sezonie \| = – wyrównany najlepszy wynik w sezonie \| – rekord olimpijski |
| Fn – falstart \| DNF – nie ukończył \| DNS – nie wystartował \| DSQ – zdyskwalifikowany |

### Eliminacje
Rozegrano dziesięć biegów eliminacyjnych. Do ćwierćfinałów awansowało po trzech najlepszych zawodników z każdego biegu (Q) oraz dziesięciu z najlepszymi czasami spośród pozostałych (q).

#### Bieg 1
Wiatr: –0,9 m/s
| Poz. | Zawodnik            | Narodowość        | Rezultat | Uwagi |
| ---- | ------------------- | ----------------- | -------- | ----- |
| 1    | Roy Martin          | Stany Zjednoczone | 20,65    | Q     |
| 2    | Michael Rosswess    | Wielka Brytania   | 20,95    | Q     |
| 3    | Harouna Pale        | Burkina Faso      | 21,33    | Q     |
| 4    | Samuel Nchinda-Kaya | Kamerun           | 21,45    | q     |
| 5    | Henri Ndinga        | Kongo             | 21,66    |       |
| 6    | Fabian Muyaba       | Zimbabwe          | 21,66    |       |
| 7    | Markus Büchel       | Liechtenstein     | 22,02    |       |
| 8    | Mohamed Shah Alam   | Bangladesz        | 22,52    |       |

#### Bieg 2
Wiatr: +0,3 m/s
| Poz. | Zawodnik                  | Narodowość        | Rezultat | Uwagi |
| ---- | ------------------------- | ----------------- | -------- | ----- |
| 1    | Gilles Quénéhervé         | Francja           | 20,55    | Q     |
| 2    | Kenji Yamauchi            | Japonia           | 20,98    | Q     |
| 3    | Iziaq Adeyanju            | Nigeria           | 21,10    | Q     |
| 4    | Jang Jae-keun             | Korea Południowa  | 21,27    | q     |
| 5    | Lee Shiunn-long           | Chińskie Tajpej   | 21,53    | q     |
| 6    | Aouf Abdul Rahman Youssef | Irak              | 21,88    |       |
| 7    | Takale Tuna               | Papua-Nowa Gwinea | 21,95    |       |
| 8    | Sahim Salih Mahdi         | Jemen Południowy  | 22,95    |       |

#### Bieg 3
Wiatr: –0,5 m/s
| Poz. | Zawodnik              | Narodowość       | Rezultat | Uwagi |
| ---- | --------------------- | ---------------- | -------- | ----- |
| 1    | Atlee Mahorn          | Kanada           | 20,55    | Q     |
| 2    | Ralf Lübke            | RFN              | 20,81    | Q     |
| 3    | Oliver Daniels        | Liberia          | 21,59    | Q     |
| 4    | Leung Wing Kwong      | Hongkong         | 21,69    |       |
| 5    | Sunday Olweny         | Uganda           | 21,79    |       |
| 6    | Muhammad Afzal        | Pakistan         | 21,89    |       |
| 7    | Mohamed Fahd Al-Bishi | Arabia Saudyjska | 22,09    |       |

#### Bieg 4
Wiatr: +0,8 m/s
| Poz. | Zawodnik              | Narodowość      | Rezultat | Uwagi |
| ---- | --------------------- | --------------- | -------- | ----- |
| 1    | John Regis            | Wielka Brytania | 20,90    | Q     |
| 2    | Clive Wright          | Jamajka         | 20,94    | Q     |
| 3    | Ibrahima Tamba        | Senegal         | 21,68    | Q     |
| 4    | Issa Alassane-Ousséni | Benin           | 21,74    |       |
| 5    | Maloni Bole           | Fidżi           | 22,44    |       |
| 6    | Claude Roumain        | Haiti           | 22,60    |       |
| –    | Samuel Birch          | Liberia         | DNS      |       |

#### Bieg 5
Wiatr: –0,8 m/s
| Poz. | Zawodnik         | Narodowość        | Rezultat | Uwagi |
| ---- | ---------------- | ----------------- | -------- | ----- |
| 1    | Joe DeLoach      | Stany Zjednoczone | 20,98    | Q     |
| 2    | Mark Garner      | Australia         | 21,09    | Q     |
| 3    | Edgardo Guilbe   | Portoryko         | 21,09    | Q     |
| 4    | Andreas Berger   | Austria           | 21,29    | q     |
| 5    | Henrico Atkins   | Barbados          | 21,98    |       |
| 6    | Robert Loua      | Gwinea            | 22,78    |       |
| –    | Simeon Kipkemboi | Kenia             | DNS      |       |

#### Bieg 6
Wiatr: 0,0 m/s
| Poz. | Zawodnik                  | Narodowość                 | Rezultat | Uwagi |
| ---- | ------------------------- | -------------------------- | -------- | ----- |
| 1    | Kennedy Ondiek            | Kenia                      | 20,79    | Q     |
| 2    | Troy Douglas              | Bermudy                    | 20,91    | Q     |
| 3    | Attila Kovács             | Węgry                      | 20,98    | Q     |
| 4    | Pietro Mennea             | Włochy                     | 21,10    | q     |
| 5    | Lindel Hodge              | Brytyjskie Wyspy Dziewicze | 21,78    |       |
| 6    | Abdullah Salem Al-Khalidi | Oman                       | 21,82    |       |
| 7    | André François            | Saint Vincent i Grenadyny  | 21,88    |       |
| 8    | Ismail Asif Waheed        | Malediwy                   | 23,17    |       |

#### Bieg 7
Wiatr: –0,3 m/s
| Poz. | Zawodnik               | Narodowość      | Rezultat | Uwagi |
| ---- | ---------------------- | --------------- | -------- | ----- |
| 1    | Linford Christie       | Wielka Brytania | 21,05    | Q     |
| 2    | Bruno Marie-Rose       | Francja         | 21,11    | Q     |
| 3    | Courtney Brown         | Kanada          | 21,45    | Q     |
| 4    | Luís Cunha             | Portugalia      | 21,72    |       |
| 5    | Carlos Bernardo Moreno | Chile           | 22,13    |       |
| 6    | Odiya Silweya          | Malawi          | 22,24    |       |
| 7    | Peauope Suli           | Tonga           | 22,49    |       |
| –    | Boevi Lawson           | Togo            | DNS      |       |

#### Bieg 8
Wiatr: –0,7 m/s
| Poz. | Zawodnik           | Narodowość | Rezultat | Uwagi |
| ---- | ------------------ | ---------- | -------- | ----- |
| 1    | Cyprian Enweani    | Kanada     | 20,65    | Q     |
| 2    | Daniel Sangouma    | Francja    | 20,70    | Q     |
| 3    | Patrick Stevens    | Belgia     | 20,84    | Q     |
| 4    | Norbert Dobeleit   | RFN        | 20,86    | q     |
| 5    | Li Feng            | Chiny      | 21,33    | q     |
| 6    | Ousmane Diarra     | Mali       | 21,55    | q     |
| 7    | Abdullah Ali Ahmed | Libia      | 22,11    |       |
| 8    | Nguyễn Đình Minh   | Wietnam    | 22,65    |       |

#### Bieg 9
Wiatr: +0,6 m/s
| Poz. | Zawodnik           | Narodowość                           | Rezultat | Uwagi |
| ---- | ------------------ | ------------------------------------ | -------- | ----- |
| 1    | Robson da Silva    | Brazylia                             | 21,12    | Q     |
| 2    | Luís Barroso       | Portugalia                           | 21,31    | Q     |
| 3    | Jimmy Flemming     | Wyspy Dziewicze Stanów Zjednoczonych | 21,33    | Q     |
| 4    | Alexandre Yougbare | Burkina Faso                         | 22,14    |       |
| 5    | Gustavo Envela     | Gwinea Równikowa                     | 22,33    |       |
| 6    | Benny Kgarametso   | Botswana                             | 22,79    |       |
| –    | Arménio Fernandes  | Angola                               | DSQ      |       |

#### Bieg 10
Wiatr: +1,7 m/s
| Poz. | Zawodnik             | Narodowość        | Rezultat | Uwagi |
| ---- | -------------------- | ----------------- | -------- | ----- |
| 1    | Stefano Tilli        | Włochy            | 20,68    | Q     |
| 2    | Carl Lewis           | Stany Zjednoczone | 20,72    | Q     |
| 3    | Olapade Adeniken     | Nigeria           | 20,77    | Q     |
| 4    | John Myles-Mills     | Ghana             | 21,04    | q     |
| 5    | Mustapha Kamel Selmi | Algieria          | 21,24    | q     |
| 6    | Howard Lindsay       | Antigua i Barbuda | 21,78    |       |
| 7    | Jerry Jeremiah       | Vanuatu           | 22,01    |       |

### Ćwierćfinały
Rozegrano pięć biegów ćwierćfinałowych. Do półfinałów awansowało po trzech najlepszych zawodników z każdego biegu oraz jeden z najlepszym czasem spośród pozostałych.

#### Bieg 1
Wiatr: +1,7 m/s
| Poz. | Zawodnik             | Narodowość                           | Rezultat | Uwagi |
| ---- | -------------------- | ------------------------------------ | -------- | ----- |
| 1    | Carl Lewis           | Stany Zjednoczone                    | 20,57    | Q     |
| 2    | John Regis           | Wielka Brytania                      | 20,61    | Q     |
| 3    | Cyprian Enweani      | Kanada                               | 20,62    | Q     |
| 4    | Edgardo Guilbe       | Portoryko                            | 20,73    | q     |
| 5    | Kenji Yamauchi       | Japonia                              | 20,74    |       |
| 6    | Jimmy Flemming       | Wyspy Dziewicze Stanów Zjednoczonych | 21,23    |       |
| 7    | Mustapha Kamel Selmi | Algieria                             | 21,26    |       |
| 8    | Ousmane Diarra       | Mali                                 | 21,46    |       |

#### Bieg 2
Wiatr: +1,1 m/s
| Poz. | Zawodnik         | Narodowość        | Rezultat | Uwagi |
| ---- | ---------------- | ----------------- | -------- | ----- |
| 1    | Bruno Marie-Rose | Francja           | 20,48    | Q     |
| 2    | Roy Martin       | Stany Zjednoczone | 20,54    | Q     |
| 3    | Troy Douglas     | Bermudy           | 20,70    | Q     |
| 4    | Kennedy Ondiek   | Kenia             | 20,79    |       |
| 5    | Attila Kovács    | Węgry             | 21,19    |       |
| 6    | Lee Shiunn-long  | Chińskie Tajpej   | 21,34    |       |
| 7    | Harouna Pale     | Burkina Faso      | 21,35    |       |
| –    | Pietro Mennea    | Włochy            | DNS      |       |

#### Bieg 3
Wiatr: –0,4 m/s
| Poz. | Zawodnik         | Narodowość      | Rezultat | Uwagi |
| ---- | ---------------- | --------------- | -------- | ----- |
| 1    | Linford Christie | Wielka Brytania | 20,49    | Q     |
| 2    | Atlee Mahorn     | Kanada          | 20,59    | Q     |
| 3    | Ralf Lübke       | RFN             | 20,80    | Q     |
| 4    | Luís Barroso     | Portugalia      | 20,81    |       |
| 5    | Patrick Stevens  | Belgia          | 20,94    |       |
| 6    | John Myles-Mills | Ghana           | 20,95    |       |
| 7    | Andreas Berger   | Austria         | 21,40    |       |
| 8    | Ibrahima Tamba   | Senegal         | 21,93    |       |

#### Bieg 4
Wiatr: –0,2 m/s
| Poz. | Zawodnik          | Narodowość        | Rezultat | Uwagi |
| ---- | ----------------- | ----------------- | -------- | ----- |
| 1    | Joe DeLoach       | Stany Zjednoczone | 20,56    | Q     |
| 2    | Gilles Quénéhervé | Francja           | 20,77    | Q     |
| 3    | Olapade Adeniken  | Nigeria           | 20,92    | Q     |
| 4    | Norbert Dobeleit  | RFN               | 20,98    |       |
| 5    | Mark Garner       | Australia         | 21,08    |       |
| 6    | Jang Jae-keun     | Korea Południowa  | 21,35    |       |
| 7    | Li Feng           | Chiny             | 21,38    |       |
| 8    | Oliver Daniels    | Liberia           | 22,25    |       |

#### Bieg 5
Wiatr: –0,3 m/s
| Poz. | Zawodnik            | Narodowość      | Rezultat | Uwagi |
| ---- | ------------------- | --------------- | -------- | ----- |
| 1    | Robson da Silva     | Brazylia        | 20,41    | Q     |
| 2    | Stefano Tilli       | Włochy          | 20,67    | Q     |
| 3    | Michael Rosswess    | Wielka Brytania | 20,74    | Q     |
| 4    | Daniel Sangouma     | Francja         | 20,81    |       |
| 5    | Clive Wright        | Jamajka         | 20,87    |       |
| 6    | Iziaq Adeyanju      | Nigeria         | 21,01    |       |
| 7    | Courtney Brown      | Kanada          | 21,17    |       |
| 8    | Samuel Nchinda-Kaya | Kamerun         | 21,39    |       |

### Półfinały
Rozegrano dwa biegi półfinałowe. Do finału awansowało po czterech najlepszych zawodników z każdego biegu.

#### Bieg 1
Wiatr: +1,5 m/s
| Poz. | Zawodnik          | Narodowość        | Rezultat | Uwagi |
| ---- | ----------------- | ----------------- | -------- | ----- |
| 1    | Carl Lewis        | Stany Zjednoczone | 20,23    | Q     |
| 2    | Robson da Silva   | Brazylia          | 20,28    | Q     |
| 3    | Atlee Mahorn      | Kanada            | 20,43    | Q     |
| 4    | Gilles Quénéhervé | Francja           | 20,54    | Q     |
| 5    | Stefano Tilli     | Włochy            | 20,59    |       |
| 6    | Roy Martin        | Stany Zjednoczone | 20,62    |       |
| 7    | John Regis        | Wielka Brytania   | 20,69    |       |
| 8    | Ralf Lübke        | RFN               | 21,23    |       |

#### Bieg 2
Wiatr: +1,6 m/s
| Poz. | Zawodnik         | Narodowość        | Rezultat | Uwagi |
| ---- | ---------------- | ----------------- | -------- | ----- |
| 1    | Joe DeLoach      | Stany Zjednoczone | 20,06    | Q     |
| 2    | Linford Christie | Wielka Brytania   | 20,33    | Q     |
| 3    | Bruno Marie-Rose | Francja           | 20,30    | Q     |
| 4    | Michael Rosswess | Wielka Brytania   | 20,51    | Q     |
| 5    | Cyprian Enweani  | Kanada            | 20,57    |       |
| 6    | Olapade Adeniken | Nigeria           | 20,67    |       |
| 7    | Edgardo Guilbe   | Portoryko         | 20,77    |       |
| 8    | Troy Douglas     | Bermudy           | 20,84    |       |

### Finał
Wiatr: +1,7 m/s
| Poz. | Zawodnik          | Narodowość        | Rezultat | Uwagi |
| ---- | ----------------- | ----------------- | -------- | ----- |
| 1    | Joe DeLoach       | Stany Zjednoczone | 19,75    | =     |
| 2    | Carl Lewis        | Stany Zjednoczone | 19,79    |       |
| 3    | Robson da Silva   | Brazylia          | 20,04    | [ 4 ] |
| 4    | Linford Christie  | Wielka Brytania   | 20,09    | [ 5 ] |
| 5    | Atlee Mahorn      | Kanada            | 20,39    |       |
| 6    | Gilles Quénéhervé | Francja           | 20,40    |       |
| 7    | Michael Rosswess  | Wielka Brytania   | 20,51    |       |
| 8    | Bruno Marie-Rose  | Francja           | 20,48    |       |